# Anaxímenes
Anaxímenes de Mileto (en griego: Ἀναξιμένης; Mileto, ca.. 590 a. C. – entre 528 y 525 a. C.) fue un filósofo griego, discípulo de Tales y compañero de Anaximandro.
Coincidió con Anaximandro en que el principio de todas las cosas (y también el substrato que permanece invariable ante todos los cambios y el fin, o telos al que todo vuelve) es infinito; aunque, a diferencia del ápeiron de su mentor, habla de un elemento concreto: el aire. Esta sustancia, afirmaba, se transforma en las demás cosas a través de la rarefacción y la condensación. La rarefacción genera el fuego, mientras que la condensación, el viento, las nubes, el agua, la tierra y las piedras; a partir de estas sustancias, se crean el resto de las cosas.
Podría explicarse el cambio de estado del aire mediante el flujo entre dos polos, lo frío y lo caliente; pero Plutarco dice que Anaxímenes pensaba de forma inversa, y creía que lo caliente y lo frío eran consecuencia y no causa de la rarefacción y la condensación respectivamente.

## Datos biográficos
Anaxímenes nació en Mileto, aproximadamente en el 590 a. C. Su padre fue Eurístrato.
Teofrasto nos describe a Anaxímenes como discípulo y compañero de Anaximandro siendo, al parecer, unos 22 años más joven que él.
Según menciona Plinio el Viejo en su Historia natural (libro II, capítulo LXXVI), Anaxímenes fue el primero en analizar el cómputo geométrico de las sombras para medir las partes y divisiones del día, y diseñó para ello un reloj de sol.
Diógenes Laercio afirma que, según Apolodoro, Anaxímenes muere en la olimpiada 63 (528-525 a. C.).

## Obras
Se le atribuye la composición de un libro, Periphyseos (Sobre la Naturaleza), obra que hoy en día se ha perdido pero de la que se tiene constancia gracias a Diógenes Laercio, quien dijo de Anaxímenes que «escribió en dialecto jónico, en un estilo sencillo y conciso».

## Pensamiento

### Física
Se opone a Anaximandro y a Tales de Mileto en cuanto a la determinación del primer principio o arché, que Anaxímenes considera es el aire. Probablemente haya tomado esta elección a partir de la experiencia, e influiría la observación de los seres vivos y la importancia del fenómeno de la respiración. Sin embargo, el aire no se entiende en su sentido más literal, pues el alma también sería de este elemento. El aire domina y mantiene unido al cosmos, de la misma manera que el alma lo hace con el cuerpo. Ofrece además un mecanismo de explicación de la generación de las cosas a partir de otro elemento distinto de ellas: la condensación y la rarefacción. Por condensación del aire, dice Anaxímenes, se forman las nubes; si las nubes se condensan, se forma el agua; la condensación del agua da lugar a la constitución de la tierra, y la condensación de la tierra da lugar a la constitución de las piedras y los minerales. El proceso inverso lo representa la rarefacción: piedra, tierra, agua, nubes, aire y, por último, la rarefacción del aire produciría el fuego. Por eso el Aire es para Anaximenes el principio del todo o arche.

### Cosmología
Anaxímenes creía que la Tierra era plana «como una hoja», y que se formó por la condensación del aire; los cuerpos celestes, también planos, nacieron a partir de la Tierra, debido a una rarefacción de su pneuma o exhalación. Estos astros son de fuego («aire rarificado») y cabalgan sobre el aire, girando alrededor de la Tierra «como gira un gorro de fieltro en nuestra cabeza». Además, existen otros cuerpos, sólidos e invisibles, que servirían para explicar los meteoritos y los eclipses.
Anaxímenes vuelve a concebir el arché o arjé como un elemento determinado: el aire (pneuma). Del aire cabe decir, como se ha dicho líneas arriba del agua en el caso de Tales, que es un elemento indispensable para la vida. La diversidad de los seres se debe a dos procesos del aire: rarefacción y condensación. El aire mismo es lo más dilatado, una piedra es aire muy condensado.
Observó que el cielo parecía girar alrededor de la estrella polar.

### Meteorología
En asuntos meteorológicos, consideró que los terremotos ocurren en períodos de sequía o de muchas lluvias, puesto que cuando la tierra está seca se resquebraja y, con el exceso de humedad, se deshace. El rayo, el trueno y el relámpago se forman por el viento que corta las nubes; la lluvia, cuando las nubes se condensan; el granizo, cuando la lluvia se solidifica, y la nieve, cuando se le agrega una porción de viento.
Un fragmento muy discutido de Anaxímenes dice que «así como nuestra alma, que es aire, nos mantiene unidos, de la misma manera el pneuma o aire envuelve al cosmos». Podría indicar una cierta correlación entre el ser humano y el mundo, ya que ambos tienen una exhalación (pneuma) y están cubiertos por el aire protector. Esta idea sería la base de la popular homología posterior entre el hombre y el mundo, muy usada por la primera medicina.

## Eponimia
- El cráter lunar Anaximenes lleva este nombre en su memoria.[6]
- El asteroide (6051) Anaximenes también conmemora su nombre.[7]